# Кристо, Панди
Панди Кристо (алб. Pandi Kristo; 29 июня 1914, Корча — 2 октября 1994, Тирана) — албанский коммунистический политик, член Политбюро ЦК Компартии Албании, организатор партизанского движения во Второй мировой войне. Был сторонником ориентации на Югославию. В 1948 году арестован как «титовец» вместе с Кочи Дзодзе, осуждён на 20 лет заключения. Отбыл 15 лет, затем находился в ссылке. Скончался после падения коммунистического режима в Албании.

## Коммунистический активист
Родился в малоимущей семье, работал сапожником. В 1930 году 16-летний Панди Кристо примкнул к коммунистическому подполью. Участвовал в антиправительственных акциях. В 1938 был арестован полицией королевского режима и несколько месяцев провёл в тюрьме.
В 1941 Панди Кристо вступил в албанскую компартию. Был политкомиссаром Национально-освободительной армии в округе Корча. С марта 1943 — член ЦК, с октября 1944 — член Политбюро ЦК. Был начальником разведывательной службы «дивизии внутренней безопасности» — будущей Сигурими.

## Партийный руководитель
После прихода коммунистов к власти в Албании в 1945 Панди Кристо возглавлял партийные организации Тираны и Дурреса. В 1946—1947 — председатель Центральной контрольной комиссии. Являлся также членом правительства — министром без портфеля. Принадлежал к высшему партийно-государственному руководству.
Панди Кристо выступал за ориентацию албанской компартии на югославских коммунистов. Являлся ближайшим сподвижником Кочи Дзодзе. Участвовал в репрессивных акциях Сигурими.

## Осуждённый «титовец»
В 1948 году произошёл советско-югославский раскол. Первый секретарь ЦК Компартии Албании Энвер Ходжа поддержал Сталина в конфликте с Тито. Началась партийная чистка, «титовцы» подверглись репрессиям. 
Кочи Дзоде и Панди Кристо были сняты со всех постов. Они безуспешно попытались оправдаться на партийном съезде в ноябре 1948, но вскоре были арестованы. Дзодзе и Кристо обвинили в «титовщине», шпионаже в пользу Югославии, заговоре против Ходжи, антисоветизме и троцкизме.
На суде Панди Кристо дал затребованные обвинением показания, в том числе против Кочи Дзодзе. Свои взгляды Кристо назвал «неправильными и узкими», объяснял их «влиянием Дзодзе, югославов и троцкистов». В результате Кочи Дзодзе был приговорён к смертной казни, Панди Кристо — к 20 годам заключения. Отбывал срок в тюрьме Тираны.

## Ссыльный и освобождённый
Панди Кристо был освобождён из тюрьмы в 1963 году, на пять лет раньше срока. Жил в ссылке в Люшне под полицейским надзором. Снова работал сапожником. В политике и общественной жизни участия не принимал.
В 1990—1992 годах Панди Кристо стал свидетелем падения коммунистического режима в Албании. Незадолго до смерти дал интервью столичной газете Panorama. Преследования в отношении себя он называл несправедливыми, говорил, что период однопартийного правления нуждается в тщательном изучении историками.
Скончался Панди Кристо в возрасте 80 лет.

## В фольклоре
Жили-были два троцкиста —
Кочи Дзодзе, Панди Кристо.
А теперь почили в бозе
Панди Кристо, Кочи Дзодзе.